# Казакова, Елена Алексеевна
Елена Алексеевна Казако́ва (также Нелли Казакова, в замужестве Лукомская, 1909—1988) — советская альпинистка, кандидат технических наук и кандидат педагогических наук. Первая женщина, удостоенная звания Заслуженного мастера спорта по альпинизму (в 1946 году).

## Биография
Родилась в 1909 году Санкт-Петербурге, в еврейской семье. Затем с родителями Алексеем Марковичем и Полиной Давидовной переехала в Москву. Жила в кооперативном посёлке Сокол. В 1930 году окончила МХТИ им. Менделеева. В 1946 году окончила аспирантуру Московского энергетического института. В 1954—1983 годах работала в Государственном институте азотной промышленности. Елена Казакова издала 60 научных трудов, 2 монографии, имеет 11 авторских свидетельств.
Увлекалась альпинизмом. Была одной из первых членов альпсекции МЭИ. Первое восхождение совершила в 1933 году. Участвовала во многих первовосхождениях. Автор двух книг по альпинизму: «Техника страховки в горах», «К вершинам Алтая» и нескольких больших статей. В период занятий альпинизмом была известна как «Нелли Казакова».
Во время Великой Отечественной войны вместе с мужем, сыном Михаилом, дочерью Инной и семьёй мужа эвакуировалась в Казань.
Её муж (с 1930 года) — инженер Сергей Меерович Лукомский (1909—1995), тоже инженер и альпинист, автор монографий «Высокотемпературные теплоносители и их применение» (1956) и «Воздушные отопительные агрегаты со спирально-навитыми и пластинчатыми калориферами» (1957) — был сыном доктора медицины, профессора Меера Яковлевича Лукомского.

## Произведения
- Техника страховки в горах. — М.: Профиздат, 1950. — 216 с. — 10 000 экз.
- К вершинам Алтая. — М.: Профиздат, 1955. — 150 с.
- Гранулирование и охлаждение азотсодержащих удобрений. — М.: Химия, 1980. — 287 с.